# Marcus Egnatius Rufus
Marcus Egnatius Rufus († 19 v. Chr. in Rom) war ein römischer Senator und Politiker zur Zeit des Augustus.
Wohl 22 v. Chr. war er Ädil und erwarb sich große Beliebtheit bei der stadtrömischen Bevölkerung, indem er eine private Feuerwehr aufstellte. Im Gegensatz zu früheren Unternehmen dieser Art, die wie etwa die Feuerwehr des Marcus Licinius Crassus nur gegen Bezahlung tätig wurden, stellte Egnatius die 600 von ihm finanzierten Sklaven kostenlos als Feuerwehr zur Verfügung. Die dadurch angesichts der zahlreichen Brände in der Stadt gewonnene große Popularität führte dazu, dass er bereits für das Jahr 21 v. Chr. ohne Einhaltung der üblichen Wartefrist zum Prätor gewählt wurde.
19 v. Chr. wollte er die römische Ämterlaufbahn mit der Wahl zum Konsul fortsetzen, doch verhinderte dies der Konsul Gaius Sentius Saturninus, wohl auf Veranlassung des Augustus. Egnatius wurde vorgeworfen, eine Verschwörung gegen Augustus angestiftet zu haben. Seneca reiht ihn in die Liste der Verschwörungs- und Attentatsversuche gegen Augustus ein. Egnatius wurde eingekerkert und mit einem Teil seiner Anhänger hingerichtet. Der Hintergrund dafür war vermutlich, dass Augustus in Egnatius einen politischen Konkurrenten sah, der ihm wegen seiner Beliebtheit beim Volk hätte gefährlich werden können. Augustus stellte darauf eine eigene Feuerwehrtruppe auf, die ebenfalls aus 600 Sklaven bestand, und später (7 oder 6 v. Chr.) eine aus 3500 Freigelassenen bestehende Feuerwehrtruppe, die vigiles, die in sieben Kohorten zu je 500 Mann gegliedert war und einem praefectus vigilum unterstellt war. Um 200 wurde die Stärke auf 7000 Mann verdoppelt.